# South Fawley
Pour les articles homonymes, voir Fawley.
South Fawley est un village du Berkshire faisant partie de la paroisse civile de Fawley. 
Il est situé au large de l'A338 entre Great Shefford et Wantage, juste au sud de Fawley dans le district de West Berkshire.

## Histoire
Le village possède un manoir classé Grade II* du début du XVIIe siècle construit pour l'avocat Francis Moore. Le manoir est au centre du village. L'escalier est en chêne avec des balustres tournés et des poteaux massifs. Il a été construit vers 1614, mais une partie considérable à l'extrémité nord a été démolie en 1900. Aucun des autres bâtiments de la paroisse n'est répertorié à l'exception d'une ferme. 